# Pietà (Rosso Fiorentino)
La Pietà è un dipinto a olio su tavola trasferita su tela (270x201 cm) di Rosso Fiorentino, databile al 1537-1540 circa e conservato nel Louvre di Parigi. Si tratta dell'unica opera sicuramente originale tra quelle eseguite dal Rosso alla corte di Francesco I di Francia.

## Storia
L'opera, secondo la testimonianza di Vasari, fu commissionata subito dopo la decorazione della Galleria di Francesco I nel castello di Fontainebleau. Lo storico aretino indicò come committente il connestabile Anne de Montmorency, il cui stemma si trova anche sul cuscino su cui è appoggiato Cristo; la Pietà si trovava proprio nel suo castello d'Écouen (appesa sulla porta della cappella), dal quale è poi pervenuta nel museo parigino, alla fine del XVIII secolo.
Sotto i corpi di Gesù e di Giovanni sono stati trovati ai raggi X i segni di una composizione inizialmente pensata all'arrovescio, che fu coperta con lo sfondo scuro.

## Descrizione e stile
Il corpo di Cristo è rappresentato in primo piano e, semidisteso, occupa tutta la superficie del dipinto. Gli fa eco Maria che, disperata, allarga le braccia arrivando a sfiorare i bordi del dipinto e rivivendo, simbolicamente, il martirio della crocifissione. Essa è retta da una pia donna col capo coperto da un pesante velo dal colore rosso acceso, mentre Gesù è tenuto ai piedi dalla Maddalena, dall'abbigliamento e l'acconciatura raffinatissimi, e da Giovanni apostolo, rappresentato inginocchiato di spalle a destra in una complessa torsione, complementare a quella della Maddalena. Le figure occupano praticamente tutto il campo a disposizione, lasciando poco spazio allo sfondo scuro che simula il sepolcro aperto. Esse hanno un tono eroico e drammatico, evidenziato dalla gestualità, ma tutto sommato austeramente contenuto, che Antonio Natali ha definito "da coro di tragedia greca".
La luce si sofferma radente sul primo piano della composizione, lasciando lo sfondo nelle tenebre, e accendendo varie tonalità di rosso negli abbigliamenti dei personaggi, alle quali fa da contrasto la fascia bianca che avvolge il collo e la testa di Maria, nonché il giallo della veste della Maddalena e il candore delle sue trine. Le pieghe dei panni appaiono dure, quasi scolpite, più che mai taglienti.
Più che allo stile sofisticato delle opere di Fontainebleau, la Pietà ricorda i tormenti di opere come la Deposizione di Sansepolcro, specialmente nella posa delle figure: ciò ha fatto ipotizzare una datazione più anticipata di quella tradizionale, all'inizio del soggiorno francese. L'ipotesi però contrasta con i documenti che ricordano la costruzione della cappella del Connestabile, completata proprio negli anni quaranta.